# 松尾資長
松尾 資長（まつお すけなが）は、江戸時代前期の高家旗本。高家日野家初代・日野資栄の子で、兄の日野資成の養子となった。日野資長とも称した。

## 概要
元禄15年（1702年）7月11日に初めて徳川綱吉に仕えた。宝永6年（1709年）8月3日に父に先立ち死亡した。